# Epicor Software
Epicor Software Corporation (wcześniej Platinium Software Corporation) – amerykański dostawca zintegrowanych systemów wspomagających zarządzanie dla przedsiębiorstw średniej wielkości. Oferta obejmuje systemy zarządzania zasobami przedsiębiorstwa (Enterprise Resource Planning – ERP), zarządzania relacjami z klientami CRM (Customer Relationship Management) i zarządzania łańcuchem dostaw SCM (Supply Chain Management).
Przedsiębiorstwo opracowuje, wdraża i serwisuje aplikacje biznesowe, z których korzysta obecnie ponad 20 000 klientów z przeszło 140 krajów.
W Polsce przedsiębiorstwo działa od 1993 r.

## Produkty
iScala to zintegrowany system wspierający zarządzanie w średnich przedsiębiorstwach produkcyjnych, handlowych i usługowych. iScala wspomaga zarządzanie finansami, produkcję, zarządzanie serwisem, logistykę, zarządzanie łańcuchem dostaw (SCM), analizy i raporty, zarządzanie umowami, zarządzanie projektami, zarządzanie relacjami z klientem (CRM) oraz kadry i płace.
Vantage to rozwiązanie opracowane w architekturze zorientowanej na usługi (SOA). Vantage jest rozwiązaniem przeznaczonym dla średnich i dużych przedsiębiorstw o bardzo złożonych procesach produkcyjnych oraz dla przedsiębiorstw o projektowym charakterze działania.
Enterprise to zintegrowany system informatyczny klasy ERP/CRM dostosowany do specyfiki handlu detalicznego i sieci handlowych. Wspomaga procesy zarządzania logistyką, finansami i księgowością, sprzedażą i marketingiem oraz zarządzanie siecią sklepów. Dostarcza informacji dotyczących dotychczasowej sprzedaży, ilości dostępnych towarów, dokonanych rezerwacji i złożonych zamówień. Ułatwia prowadzenie efektywnej polityki cenowej, usprawnia realizację i analizę efektów prowadzonych kampanii promocyjnych oraz wspomaga zarządzanie programami lojalnościowymi.